# Miss Tourism Queen International
Miss Tourism Queen International nebo také Miss TQI je mezinárodní soutěž krásy konající se od roku 2004 v Číně, kterou založil pan Charlie See.

## Ocenění
- Miss Tourism Queen International (vítězka)
- I. vicemiss Tourism Queen International
- II. vicemiss Tourism Queen International
- III. vicemiss Tourism Queen International
- IV. vicemiss Tourism Queen International

### Kontinentální královny (udělování od 2007)
- Miss Tourism of Americas
- Miss Tourism of Africa
- Miss Tourism of Europe
- Miss Tourism of Asia
- Miss Tourism of Oceania

### Vedlejší tituly
| - Miss Bikini of the World - Miss Photogenic - Miss Friendship - Miss Press Princess - Miss Charm | - Miss Personality - Miss Charity - Miss Talent - Miss Elegant - Miss Internet Popularity | - Best Smile - Best in Evening Gown - Best National Costume |  |

## Vítězky
| rok  | Vítězka                      | Země        | Datum konání      | Místo konání | Česká reprezentantka | Celkem reprezentantek | Poznámka                                                                    |
| ---- | ---------------------------- | ----------- | ----------------- | ------------ | -------------------- | --------------------- | --------------------------------------------------------------------------- |
| 1999 | Natalia Gourkova             | Bulharsko   | ?                 | Athény       | ?                    | ?                     |                                                                             |
| 2000 | Saralua Tanja                | Portugalsko | ?                 | Athény       | ?                    | ?                     |                                                                             |
| 2001 | Liriomel Ramos               | Venezuela   | ?                 | Athény       | ?                    | ?                     |                                                                             |
| 2002 | Oleksandra Nikola Yenko      | Ukrajina    | ?                 | Kolombo      | ?                    | ?                     |                                                                             |
| 2003 | Anu Maarit Pekkarinen        | Finsko      | ?                 | Petrohrad    | ?                    | ?                     |                                                                             |
| 2004 | Zabina Abdul Rashid Khan     | Indie       | 29. červen 2004   | Chang-čou    | Jana Darmovzalová    | 55                    |                                                                             |
| 2005 | Nikoletta Ralli              | Řecko       | 2. červenec 2005  | Chang-čou    | Gabriela Kořínková   | 72                    |                                                                             |
| 2006 | Justine Vinluan Gabionza     | Filipíny    | 8. červenec 2006  | Chang-čou    | Kateřina Papežová    | 86                    |                                                                             |
| 2007 | Olga Zarubina                | Rusko       | 31. červenec 2007 | Čeng-čou     | Martina Bešíková     | 108                   |                                                                             |
| 2008 | Silvia Vanessa Cornejo Cerna | Peru        | 10. duben 2008    | Čeng-čou     | Michaela Wronová     | 113                   |                                                                             |
| 2009 | Ekaterina Grushanina         | Rusko       | 28. srpen 2009    | Čeng-čou     | neučast              | 98                    |                                                                             |
| 2010 | nekonalo se                  | nekonalo se | nekonalo se       | nekonalo se  | nekonalo se          | nekonalo se           |                                                                             |
| 2011 | Kantapat Peeradachainarin    | Thajsko     | 27. prosinec 2011 | Xian         | Kristýna Ječmenová   | 92                    |                                                                             |
| 2012 | nekonalo se                  | nekonalo se | nekonalo se       | nekonalo se  | nekonalo se          | nekonalo se           |                                                                             |
| 2013 | Alisa Miskovska              | Litva       | 3. říjen 2013     | Šanghaj      | neúčast              | 45                    | Na soutěž měla odletět Denisa Domanská, ale nakonec se soutěže neúčastnila. |
| 2014 | nekonalo se                  | nekonalo se | nekonalo se       | nekonalo se  | nekonalo se          | nekonalo se           |                                                                             |
| 2015 | Nathalie Mogbelzada          | Nizozemsko  | 9. listopadu 2015 | Če-ťiang     | Natálie Myslíková    | 54                    |                                                                             |
| 2016 | Namshir Anu                  | Mongolsko   | 26. září 2016     | Če-ťiang     | Nikola Kovarikova    | 34                    |                                                                             |
| 2017 | nekonalo se                  | nekonalo se | nekonalo se       | nekonalo se  | nekonalo se          | nekonalo se           |                                                                             |
| 2018 | Camila Reis                  | Brazílie    | 16. květen 2018   | Bangkok      | Adéla Karasová       | 55                    |                                                                             |
| 2019 | Mononoke Woo                 | Čína        | 1. červenec 2019  | Chu-pej      | ?                    | 36                    |                                                                             |

### Počet vítězství jednotlivých zemí
| Země        | Počet titulů | Roky vítězství |
| ----------- | ------------ | -------------- |
| Rusko       | 2            | 2007, 2009     |
| Bulharsko   | 1            | 1999           |
| Portugalsko | 1            | 2000           |
| Venezuela   | 1            | 2001           |
| Ukrajina    | 1            | 2002           |
| Finsko      | 1            | 2003           |
| Indie       | 1            | 2004           |
| Řecko       | 1            | 2005           |
| Filipíny    | 1            | 2006           |
| Peru        | 1            | 2008           |
| Thajsko     | 1            | 2011           |
| Litva       | 1            | 2013           |
| Nizozemsko  | 1            | 2015           |
| Mongolsko   | 1            | 2016           |
| Brazílie    | 1            | 2018           |
| Čína        | 1            | 2019           |

## Úspěchy českých dívek

### Semifinalistky
| Ročník                                | jméno a příjmení   | umístění           |
| ------------------------------------- | ------------------ | ------------------ |
| Miss Tourism Queen International 2005 | Gabriela Kořínková | TOP 12             |
| Miss Tourism Queen International 2007 | Martina Bešíková   | TOP 10 (9. místo)  |
| Miss Tourism Queen International 2008 | Michaela Wronová   | TOP 20 (11. místo) |
| Miss Tourism Queen International 2011 | Kristýna Ječmenová | TOP 20 (19. místo) |
| Miss Tourism Queen International 2015 | Natálie Myslíková  | TOP 10 (6. místo)  |

### Kontinentální královna
| Ročník                                | jméno a příjmení   | umístění               |
| ------------------------------------- | ------------------ | ---------------------- |
| Miss Tourism Queen International 2011 | Kristýna Ječmenová | Miss Tourism of Europe |

### Vedlejší tituly
| Ročník                                | jméno a příjmení   | umístění               |
| ------------------------------------- | ------------------ | ---------------------- |
| Miss Tourism Queen International 2004 | Jana Darmovzalová  | Miss Bikini – 5. místo |
| Miss Tourism Queen International 2005 | Gabriela Kořínková | Disco Queen            |
| Miss Tourism Queen International 2016 | Natálie Myslíková  | Best Smile             |